# Raileten
Raileten ist eine osttimoresische Siedlung im Suco Tulataqueo (Verwaltungsamt Remexio, Gemeinde Aileu).

## Geographie
Das Dorf Raileten liegt an der Nordwestgrenze der Aldeia Dacilelo zur Aldeia Aicurus, in einer Meereshöhe von 1091 m. Jenseits der Grenze schließt sich direkt das Dorf Aicurus an. Die Überlandstraße, die die Orte Laclo und Remexio verbindet, durchquert die beiden Orte mit einem Bogen von Süden in Richtung Osten. An ihr liegt auch die Grundschule (Escola Básica EB) Aicurus. Südwestlich des Ortszentrums von Aicurus steht auf der anderen Seite der Grenze zur Aldeia Roluli die Kapelle Santo Antonio. Folgt man der Überlandstraße durch Raileten nach Osten erreicht man das Dorf Fatubutik.